# Jodia croceago
Jodia croceago là một loài bướm đêm trong họ Noctuidae.

## Hình ảnh

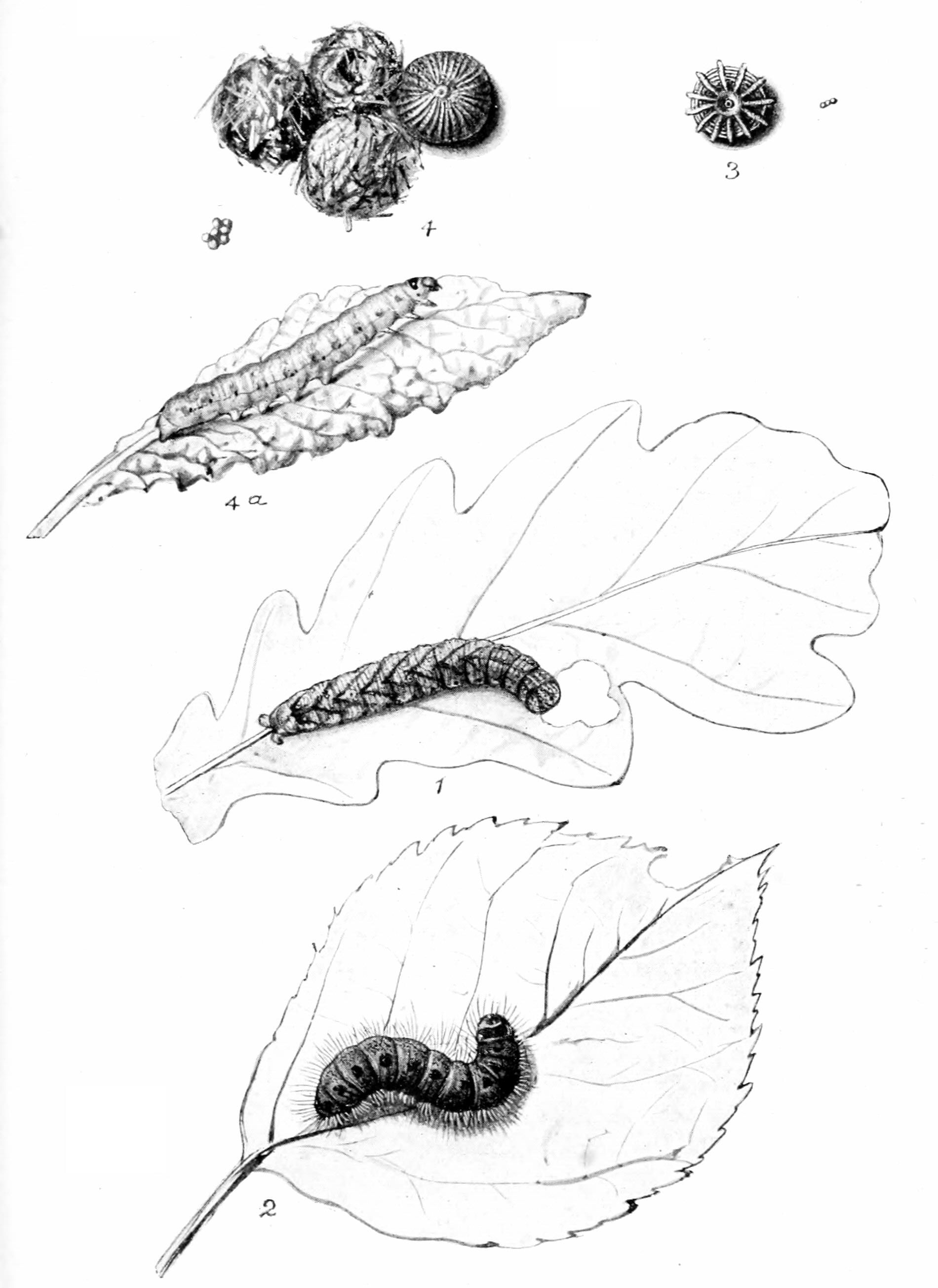
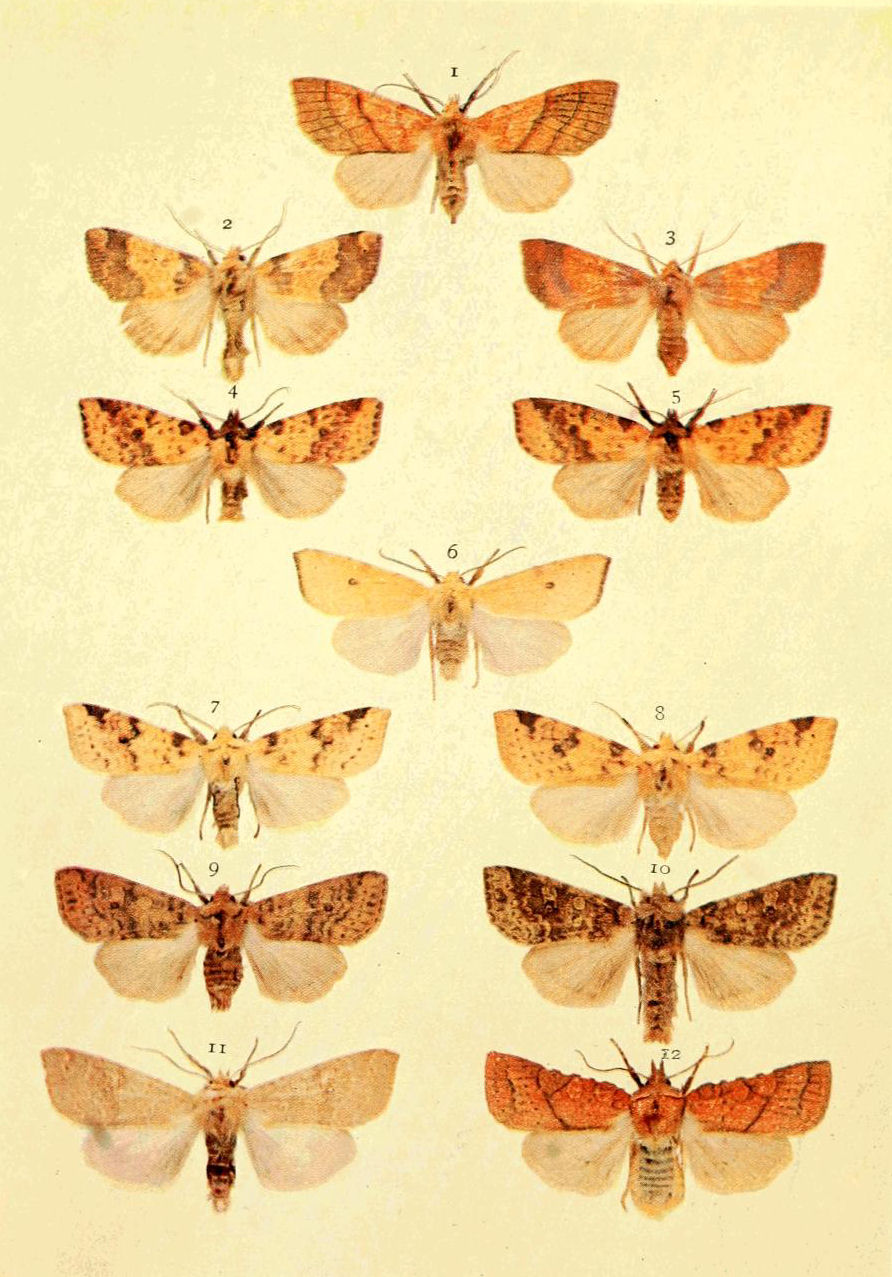